# Orwidowo
Orwidowo (lit. Arvydai) – wieś na Litwie, w okręgu wileńskim, w rejonie wileńskim, w gminie Bezdany.

## Warunki naturalne
Wieś położona jest nad dużymi stawami rybnymi.

## Historia
Dawniej dwa majątki ziemskie. W latach 1920–1922 w składzie Litwy Środkowej.
Od 11 kwietnia 1922 leżało w Polsce, w województwie wileńskim, w powiecie wileńsko-trockim, w gminie Niemenczyn. W 1931 miejscowość liczyła:
- Orwidowo I – 18 mieszkańców, zamieszkałych w 2 budynkach,
- Orwidowo II – 21 mieszkańców, zamieszkałych w 3 budynkach[3].

Po II wojnie światowej w granicach Związku Sowieckiego. Od 1991 na niepodległej Litwie.

## Ludzie związani z miejscowością
- Marian Zyndram-Kościałkowski, ps. „Jerzy Orwid” – premier RP
- Stefania Dąmbrowska – sprawiedliwa wśród Narodów Świata